# سوت (نوع آواز)
سوت (صوت)، ترانه‌های شاد بلوچی است. آوازهای سوت غالباً از تقارن‌های متریک - ریتمیک پیروی کرده و مخصوص مجالس عروسی و ختنه سوران است. محتوای اشعار ترانه‌های سوت، عاشقانه و در توصیف زیبایی‌های طبیعت، عروس و داماد یا مراحل مختلف عروسی است.
در مازندران نیز اشعاری که از دل مردم برخاسته و آفریننده مشخصی ندارند سوت نامیده می‌شود مانند ترانه مشدی که در اوایل انقلاب گروه «روجا» (که توسط ابوالحسن خوشرو پایه‌گذاری شده بود) آن را اجرا کرد.